# Mozarabowie

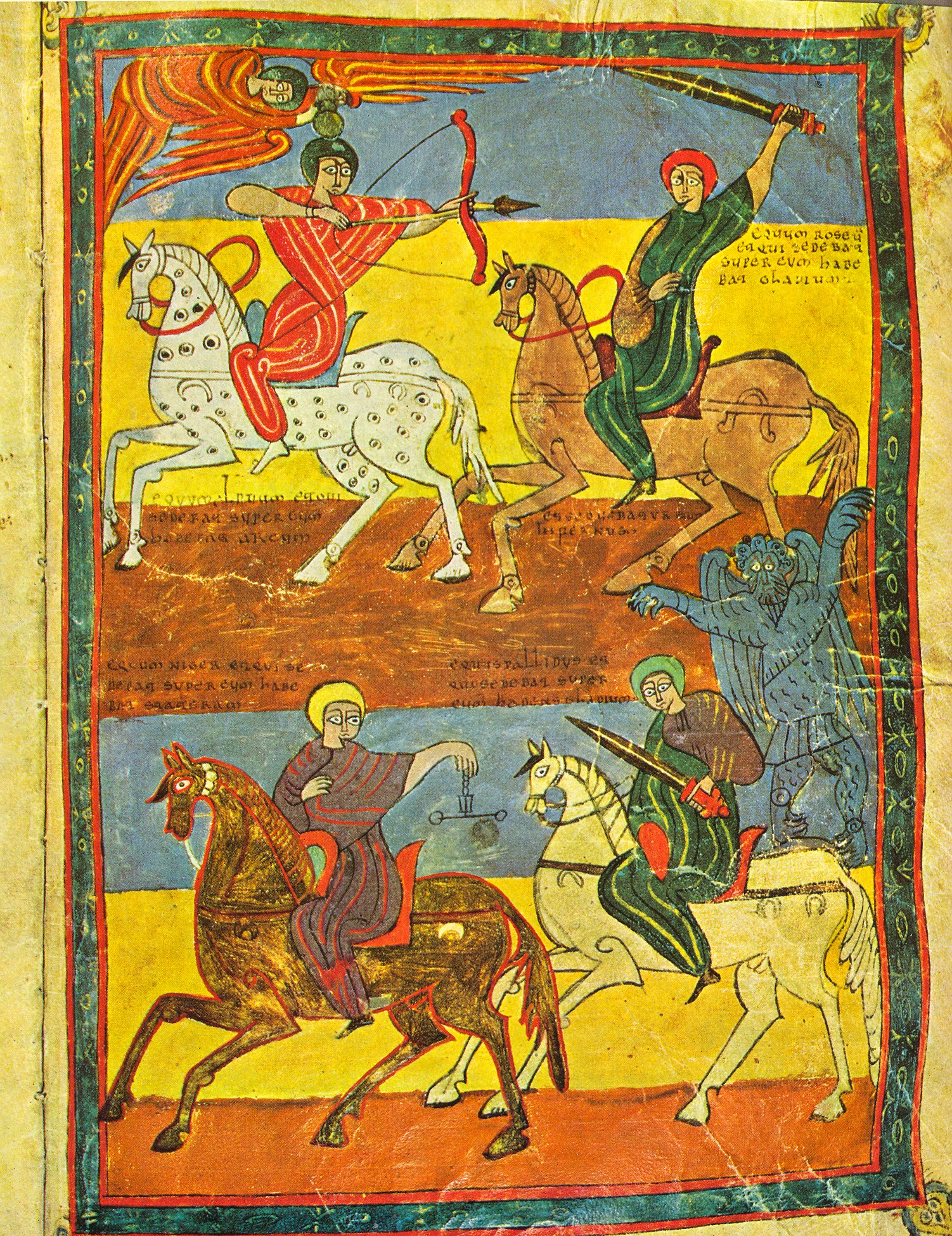
Pochodzące z X wieku przedstawienie jeźdźców apokalipsy

Mozarabowie (ar. musta`rib, مستعرب "zarabizowany", hiszp. mozárabes, port. moçárabes) – chrześcijanie żyjący na Półwyspie Iberyjskim pod dominacją Arabów, częściowo zarabizowani – przyjęli ich język i kulturę. Aż do rozwoju rekonkwisty w XI wieku mieli sporą swobodę wyznania.
Według Francisco Simoneta nazwa pochodzi od arabskiego musta‘rab („zarabizowany”), obecnie wywodzi się ją od łacińskiego mixti arabes używanego w chrześcijańskich państwach z północy Półwyspu Iberyskiego.
Wkrótce po muzułmańskim podboju państwa wizygockiego podpisany został traktat między przedstawicielami kalifa i wizygockim możnowładcą Teodomirem, w którym zagwarantowano chrześcijanom zachowanie dotychczasowych praw przy nałożeniu dodatkowych podatków. W pierwszych latach po muzułmańskim podboju do Hiszpanii napłynęło kilkadziesiąt tysięcy muzułmanów, ale prowadzona przez nich polityka religijna spowodowała do X wieku zmiany w strukturze społecznej. Za sprawą napływu muzułmańskich migrantów, masowych konwersji, małżeństw chrześcijanek z muzułmanami i wyższego poziomu cywilizacyjnego najeźdźców, chrześcijanie znaleźli się w mniejszości.
Spadek odsetka chrześcijan w populacji i wzmacnianie się państw chrześcijańskich na północy półwyspu spowodowało, że mozarabowie zaczęli od ok. 850 roku wszczynać bunty przeciwko władcom muzułmańskim. Podczas jednego z powstań (za rządów Muhammada I) po stronie mozarabów interweniował król Asturii, Ordoño I. W latach 850−859 łącznie 48 chrześcijan zginęło śmiercią męczeńską, w większości dobrowolnie. Ludzie ci dokonywali publicznych aktów bluźnierstwa względem islamu lub też dokonywali konwersji z islamu i publicznie się do niej przyznawali, co prawo muzułmańskie karze śmiercią. Pierwszym męczennikiem z tej grupy był św. Perfectus, a ostatnim św. Eulogiusz. Biskupi muzułmańskiej Hiszpanii potępili te akty w roku 852, uznając dobrowolne męczeństwa za formę samobójstwa.
Po wygaśnięciu ruchu męczenników doszło do konfliktów na tle zwiększonego ucisku podatkowego, które trwały około 50 lat. W wystąpieniach brali udział chrześcijanie i muzułmanie, a ludność chrześcijańska próbowała wykorzystywać osłabienie władzy arabskiej do przejmowania kontroli nad niektórymi regionami. Ruch został stłumiony do 927 roku, a chrześcijanie byli za udział w nim karani surowiej niż muzułmanie.
W połowie X wieku ludność mozarabska zaczęła liczniej emigrować na północ, w kierunku rzeki Duero, gdzie zasiedlała niezamieszkane tereny znajdujące się pod władzą królów chrześcijańskich. Ludność ta przyniosła na północ wiele zwyczajów arabskich i zajęła ważną pozycję wśród elity intelektualnej państw chrześcijańskich. Mozarabowie pozostali na ziemiach muzułmańskim, natomiast silniej zintegrowali się z muzułmańskim społeczeństwem. Karierę dworską wybrało m.in. kilku biskupów. Mozarabowie odegrali również kluczową rolę jako ogniwo łączące świat chrześcijański i arabski, pełniąc funkcję tłumaczy i ambasadorów kultury i wiedzy arabskiej.
Mozarabowie korzystali z pierwotnej liturgii hiszpańskiej (która jest sprawowana do czasów współczesnych, m.in. w kaplicy mozarabskiej w katedrze w Toledo) na zasadzie przywileju, ponieważ od końca XI wieku została zastąpiona rytem rzymskim. Była to liturgia określana również terminem "wizygocka", "toledańska", "mozarabska", a po reformie rytu w 1992 roku przyjmuje się nazwę "hiszpańsko-mozarabska". Choć wykazuje wiele podobieństw do liturgii gallikańskiej, to do dzisiaj nie ustalono, który z rytów jest wcześniejszy i wpływał na drugi. Liturgia mozarabska, w odróżnieniu od innych rodzin liturgicznych, w których istnieją dwie lub trzy anafory (modlitwy eucharystyczne), posługuje się przynajmniej jedną na tydzień, co sprawia, że posiada ich ponad dwieście. Wpływ na powstanie tekstów liturgicznych miały zwłaszcza trzy ośrodki: Tarragona, Sewilla i Toledo, a także wybitne postacie kościoła hiszpańskiego: św. Leander z Sewilli, św. Ildefons z Toledo, Jan z Saragossy, św. Izydor z Sewilli.
Sztuka mozarabska zaczęła się wyodrębniać w IX wieku. Powstała z połączenia elementów chrześcijańskich (tematyka) i arabskich (dekoracyjność, ornamentyka, tęczowe barwy). Szczególnym jej przejawem pozostają miniatury z tzw. beatos, komentarzy kantabryjskiego mnicha Beato z Liebany do księgi Apokalipsy św. Jana.